# Conferencia del Episcopado Mexicano

La Conferencia del Episcopado Mexicano (CEM), es una institución religiosa conformada por obispos mexicanos colegiados, que realiza funciones pastorales.

## Historia
La Conferencia del Episcopado Mexicano nació oficialmente en 1955, año en que la Santa Sede aprobó sus primeros Estatutos. Sin embargo, los obispos mexicanos celebraron reuniones plenarias y estaban organizados en un “Comité episcopal”, ya antes de 1935.
Dicho Comité funcionó durante la época más álgida del conflicto entre la Iglesia y el Estado mexicano, en mayor parte, por las dictaduras que estaban azotando al estado mexicano. Su finalidad, según se estableció en sus Estatutos, era «auxiliar en todos los órdenes al Venerable Episcopado, debiendo servirle a éste principalmente como vínculo de unión y órgano oficial para defender a la Iglesia, orientar, informar y unir a los católicos, y como poder ejecutivo en asuntos del bien general, siguiendo en todo las normas dadas por el Excmo. Sr. Delegado Apostólico».
El Comité Episcopal estuvo constituido por un presidente, un vicepresidente, un secretario y varios vocales, propuestos por el episcopado y aprobados por el delegado apostólico; era auxiliado por una “Comisión Sacerdotal”, que realizaba labores de secretaría.
Monseñor Leopoldo Ruiz y Flores (1865-1941), arzobispo de Morelia, fungió varios años como delegado apostólico y como presidente del Comité. Residiendo en San Antonio, Texas, dadas las circunstancias del país, se mantuvo en constante comunicación con la Santa Sede, y con el vicepresidente del Comité. A través de frecuentes circulares, el Comité cumplió con su misión de informar, orientar y unir a los obispos, y coordinó numerosas acciones conjuntas del episcopado y de los católicos, en general.

## Organización
La organización es gobernada por el Consejo de Presidencia, conformada para el trienio 2024-2027, por:
- Presidente: Mons. Ramón Castro Castro, Obispo de Cuernavaca, Morelos.
- Vicepresidente: Mons. Jaime Calderón Calderón, Arzobispo de León.
- Secretario General: Mons. Héctor Mario Pérez Villarreal, Obispo auxiliar de México.
- Tesorero General: Mons. Jorge Alberto Cavazos Arizpe, Arzobispo de San Luis Potosí.
- Vocales: Mons. Roberto Yenny García , Mons. Rutilio Felipe Pozos Lorenzini

## Miembros
Los miembros de la CEM son todos los Arzobispos y Obispos Diocesanos, los Obispos de Rito Oriental, los Administradores Diocesanos y todos los equiparados en derecho a los Obispos Diocesanos, los Coadjutores y Auxiliares y los Obispos Titulares que desempeñen sus funciones dentro del territorio mexicano, incluyendo al Nuncio Apostólico.
Actualmente, los obispos pertenecientes a la CEM se clasifican de la siguiente manera:
- 19 Arzobispos Residenciales
- 70 Obispos Residenciales
- 01 Obispo Electo
- 04 Obispos Prelados
- 01 Obispo para la Congregación del Clero
- 01 Administrador Diocesano
- 24 Obispos Auxiliares
- 53 Arzobispos/Obispos Eméritos
- 01 Obispo de la eparquía maronita
- 01 Administrador de la eparquía greco-melquita
- 01 Exarca Armenio
- 01 Nuncio Apostólico

## Arquidiócesis
- Arquidiócesis de Morelia
- Arquidiócesis de Tlalnepantla
- Arquidiócesis de Yucatán
- Arquidiócesis de Monterrey
- Arquidiócesis de San Luis Potosí
- Arquidiócesis de Antequera (Oaxaca)
- Arquidiócesis de Tulancingo
- Arquidiócesis de Acapulco
- Arquidiócesis de Durango
- Arquidiócesis de Hermosillo
- Arquidiócesis de Chihuahua
- Arquidiócesis de Xalapa
- Arquidiócesis Primada de México
- Arquidiócesis de Guadalajara
- Arquidiócesis de Tijuana
- Arquidiócesis de Puebla
- Arquidiócesis de Tuxtla Gutiérrez
- Arquidiócesis de León
- Arquidiócesis de Toluca